# Magda Umer
Małgorzata Magda Umer-Przeradzka (ur. 9 października 1949 w Warszawie) – polska piosenkarka, wykonawczyni poezji śpiewanej, autorka recitali, dziennikarka, reżyserka, scenarzystka i aktorka.
Członkini Rady Polskiej Fundacji Muzycznej.

## Życiorys
Urodziła się jako Małgorzata Umer, w rodzinie Edwarda (1926−1987), oficera Informacji Wojskowej, i Stanisławy z domu Gol (1929−2012). Jej stryjem był Adam Humer. Ukończyła XIV Liceum Ogólnokształcące im. Klementa Gottwalda w Warszawie (1967) i studia na Wydziale Filologii Polskiej i Słowiańskiej Uniwersytetu Warszawskiego.
Debiutowała pod koniec lat 60. w kabaretach studenckich, występując m.in. w klubie „Stodoła”. W 1969 po pomyślnym występie na Zimowej Giełdzie Piosenki z utworem „Jeśli myślisz, że ja cię nie kocham, to się mylisz” została dopuszczona do udziału w konkursie „Debiutów” na 7. Krajowym Festiwalu Piosenki Polskiej w Opolu, na którym otrzymała wyróżnienie za wykonanie kompozycji „Jedź na urlop, Romeo”. Miesiąc później z piosenką „Jestem cała w twoich rękach…” zwyciężyła na Festiwalu Artystycznym Młodzieży Akademickiej. W 1970 z utworem „Koncert jesienny na dwa świerszcze i wiatr w kominie…” wygrała podczas kolejnej edycji FAMY, a w następnym roku piosenka zapewniła jej nagrodę na 9. KFPP w Opolu. W 1972 wystąpiła na 11. KFPP w Opolu z utworem „O niebieskim pachnącym groszku”, który początkowo miała wykonać w duecie z Andrzejem Nardellim, jednak ten zmarł tuż przed finałem festiwalu. Współtworzyła scenariusz koncertu „Polska poezja śpiewana”, który odbył się w ramach 12. i 13. KFPP w Opolu. W 1977 wystąpiła z utworem „Widzisz, mały” w koncercie „Nastroje, nas troje” na 15. KFPP w Opolu. W 1984 zaśpiewała piosenki „Szpetni czterdziestoletni” i „Kiedy mnie już nie będzie” podczas Kabaretonu w ramach 21. KFPP w Opolu. W 1997 wyreżyserowała koncert „Zielono mi”, przygotowany w hołdzie Agnieszce Osieckiej w ramach 34. KFPP w Opolu.
29 kwietnia 2009 w Teatrze „Polonia” w Warszawie odbył się recital Umer z okazji jubileuszu 40-lecia pracy artystycznej.
W 2015 zrealizowała i poprowadziła koncert „Scenki i obscenki, czyli Jeremiego Przybory piosenki” w ramach 52. KFPP w Opolu, gdzie dodatkowo otrzymała Grand Prix za „całokształt opolski”. W 2020 otrzymała nagrodę 100-lecia ZAiKS-u.

## Życie prywatne
Jej mężem był Andrzej Przeradzki (zm. 29 listopada 2019), z którym ma syna Franciszka (ur. 25 lipca 1985). Z innego związku ma także syna Mateusza (ur. 22 grudnia 1977). Jej bratanicą jest piosenkarka i aktorka Klementyna Umer.
W wieku dorosłym przyjęła rzymskokatolicki chrzest, jej rodzicami chrzestnymi byli Kalina Jędrusik i Janusz Kondratiuk.

## Teatr
| Tytuł                                        | Rok  | Uwagi | Źródło        |
| -------------------------------------------- | ---- | --- | ------------- |
| Chlip Hop, czyli nasza mglista lap top lista | 2007 | reżyseria: Magda Umer, Andrzej Poniedzielski, Teatr Ateneum im. Jaracza Nagranie spektaklu uzyskało status złotej płyty DVD. | [ 10 ] [ 11 ] |
| Biała bluzka                                 | 2010 | reżyseria: Magda Umer, Och-Teatr                                                                                             | [ 12 ]        |
| Pod mocnym aniołem                           | 2012 | reżyseria: Magda Umer, Teatr „Polonia”                                                                                       | [ 13 ]        |

## Filmografia
| Tytuł                | Rok  | Uwagi                                                                             | Źródło |
| -------------------- | ---- | --------------------------------------------------------------------------------- | ------ |
| Piąta rano           | 1969 | jako urzędniczka, musical, reżyseria: Halina Bielińska                            | [ 2 ]  |
| Pałac                | 1980 | jako „Dama z pieskiem”, film fabularny, reżyseria: Tadeusz Junak                  | [ 2 ]  |
| Weryfikacja          | 1987 | jako Lilka, żona Olgierda, film fabularny, reżyseria: Mirosław Gronowski          | [ 2 ]  |
| Jeremi Przybora      | 1990 | film dokumentalny, scenariusz i reżyseria: Magda Umer                             | [ 2 ]  |
| Szafa Polska 1945-89 | 2006 | jako ona sama, film dokumentalny, reżyseria: Katarzyna Kościelak, Joanna Jaworska | [ 2 ]  |

## Dyskografia
Albumy
| Magda Umer                                | - Data wydania: 1972 - Wydawca: Pronit                                  | –  |                 |
| Magda Umer                                | - Data wydania: 1985 - Wydawca: Polton                                  | –  |                 |
| Kołysanki utulanki (oraz Grzegorz Turnau) | - Data wydania: 12 czerwca 2003 - Wydawca: Pomaton EMI                  | 32 | platynowa płyta |
| Noce i sny                                | - Data wydania: 26 listopada 2010 - Wydawca: Agencja Artystyczna MTJ    | 24 |                 |
| Wciąż się na coś czeka                    | - Data wydania: 30 listopada 2012 - Wydawca: Agencja Artystyczna MTJ    | 33 |                 |
| Duety. Tak młodo jak teraz                | - Data wydania: 30 października 2015 - Wydawca: Agencja Artystyczna MTJ | 1  | platynowa płyta |
| Bezsenna noc (oraz Bogdan Hołownia)       | - Data wydania: 7 października 2016 - Wydawca: Agora                    | 14 |                 |
| Kolędy                                    | - Data wydania: 1 grudnia 2017 - Wydawca: Mystic Production             | 50 |                 |
| „–” oznacza, że album nie był notowany.   |                                                                         |    |                 |

Kompilacje
| Gdzie ty jesteś                                  | - Data wydania: 1995 - Wydawca: Pomaton EMI                  | –  |             |
| Wszystko skończone                               | - Data wydania: 9 stycznia 1995 - Wydawca: Pomaton EMI       | –  |             |
| Koncert jesienny                                 | - Data wydania: 6 lutego 1995 - Wydawca: Pomaton EMI         | –  |             |
| O niebieskim, pachnącym groszku – Złota kolekcja | - Data wydania: 27 listopada 1999 - Wydawca: Pomaton EMI     | –  |             |
| Kolekcja 20-lecia Pomatonu                       | - Data wydania: 15 stycznia 2010 - Wydawca: EMI Music Poland | 21 | złota płyta |
| „–” oznacza, że album nie był notowany.          |                                                              |    |             |

Albumy koncertowe
| Tytuł                        | Dane dot. albumu |
| ---------------------------- | --- |
| Koncert (Koncert sprzed lat) | - Data wydania: 1991 - Wydawca: Kompania Muzyczna Pomaton - Data wydania reedycja: 22 lutego 2008 - Wydawca reedycji: EMI Music Poland |

Notowane utwory
| Tytuł                                               | Rok  | Pozycja na liście | Album                      |
| Tytuł                                               | Rok  | LP3               | Album                      |
| --------------------------------------------------- | ---- | ----------------- | -------------------------- |
| „Miłość w Portofino”                                | 2010 | 36                | Noce i sny                 |
| „Tylko miłość (Zdarzyło się)”                       | 2012 | 49                | Wciąż się na coś czeka     |
| „Czas rozpalić piec” (oraz Janusz Strobel)          | 2015 | 33                | Duety. Tak młodo jak teraz |
| „Pora się rozstać” (oraz Wojciech Waglewski)        | 2016 | 24                | Duety. Tak młodo jak teraz |
| „Prosto w nos” (oraz Artur Andrus i Piotr Bukartyk) | 2016 | 12                |                            |

## Ordery i odznaczenia
- Krzyż Kawalerski Orderu Odrodzenia Polski (2000)[33]
- Złoty Medal „Zasłużony Kulturze Gloria Artis” (2009)[34][35]
- Srebrny Medal „Zasłużony Kulturze Gloria Artis” (2005)[34]